# Scheuchzer-Teufelskralle
Die Scheuchzer-Teufelskralle (Phyteuma scheuchzeri) ist eine Pflanzenart aus der Gattung der Teufelskrallen (Phyteuma) innerhalb der Familie der Glockenblumengewächse (Campanulaceae).

## Beschreibung

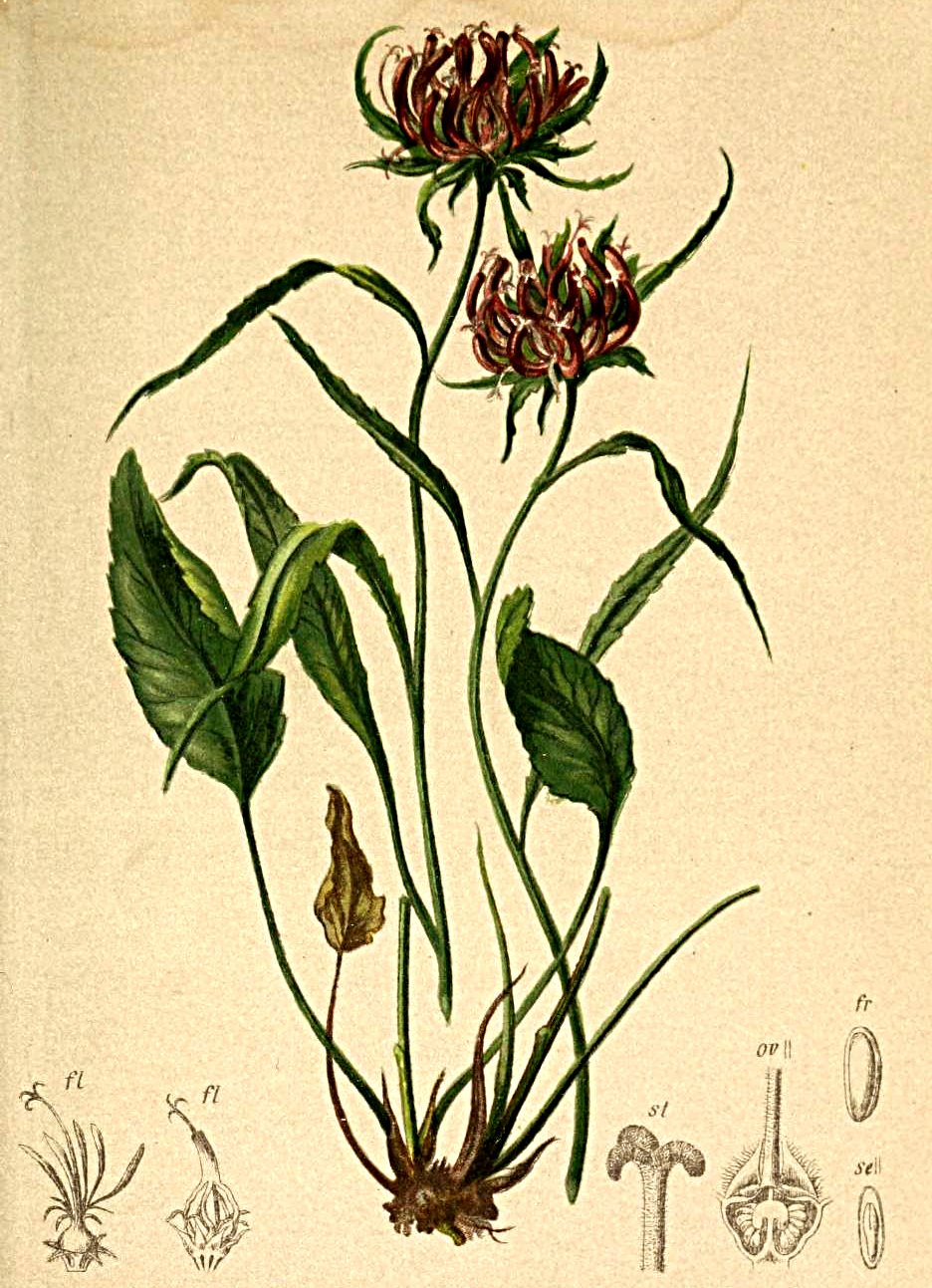
Illustration aus Anton Hartinger: Atlas der Alpenflora, 1882

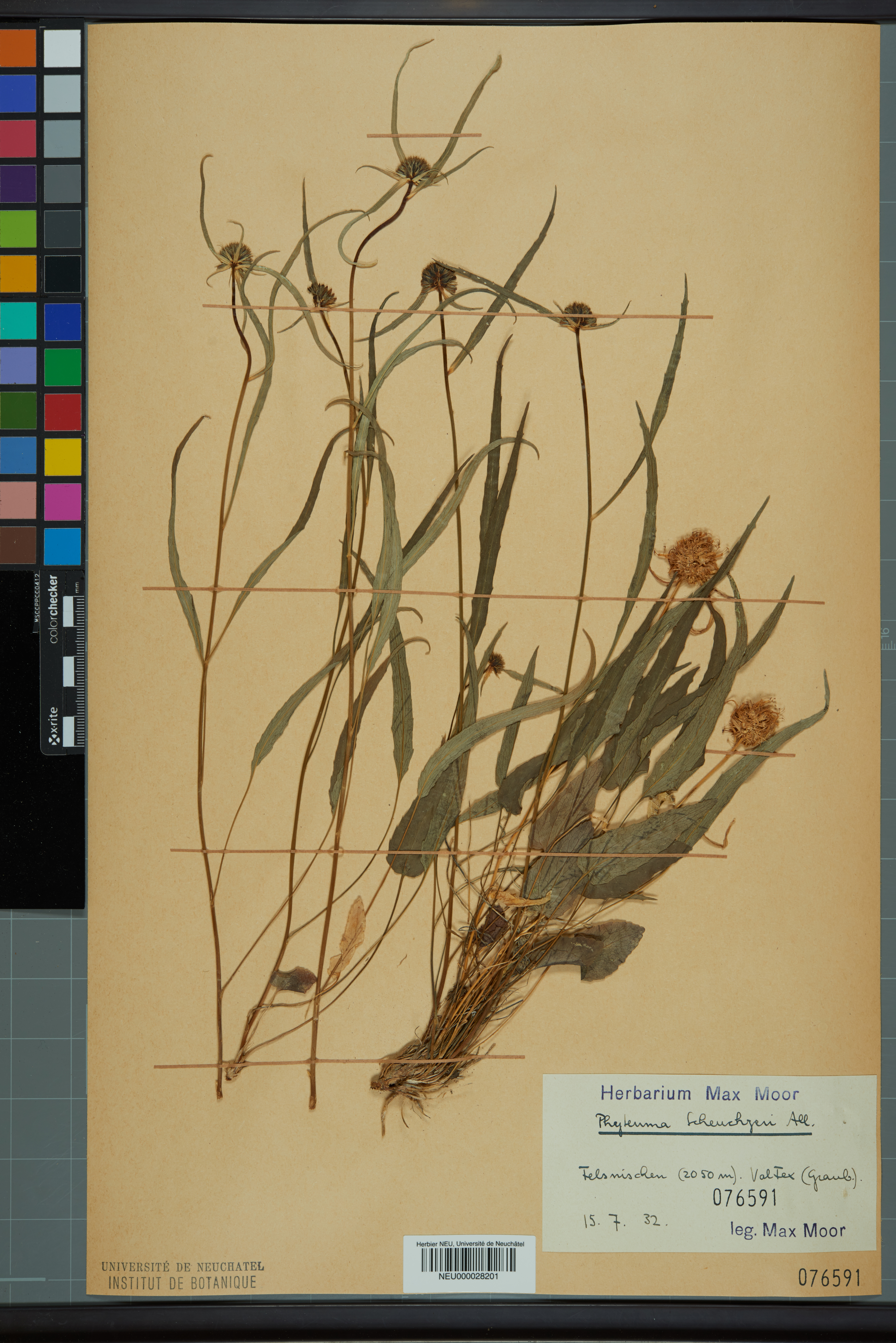
Herbarbeleg

### Vegetative Merkmale
Die Scheuchzer-Teufelskralle ist eine ausdauernde, krautige Pflanze, die Wuchshöhen von 15 bis 40 Zentimetern erreicht.
Die grundständig und wechselständig an den Stängeln angeordneten Laubblätter sind leicht bläulichgrün. Die Grundblätter sind lang gestielt, herz-eiförmig bis lanzettlich und gezähnt oder mehr oder weniger ganzrandig. Die unteren Stängelblätter sind gestielt und schmal lanzettlich, die oberen sind sitzend.

### Generative Merkmale
In einem kugeligen, köpfchenförmigen Blütenstand sind viele Blüten angeordnet. Die abstehenden oder zurückgebogenen und am Grunde kaum verbreiterten Hüllblätter sind lanzettlich bis linealisch und in der Regel länger als der Blütenstand.
Die zwittrige Blüte ist radiärsymmetrisch mit doppelter Blütenhülle. Die Krone hat eine violettblaue Farbe und unterscheidet sich somit visuell deutlich von der grünweißen bis lilaweißen Krone der Ährigen Teufelskralle (Phyteuma spicatum). Bei der Scheuchzer-Teufelskralle ist die Krone 10 bis 15 Millimeter lang und vor dem Aufblühen fast gerade. Es sind drei Narben vorhanden.
Die Chromosomenzahl beträgt 2n = 26.

## Vorkommen
Die Scheuchzer-Teufelskralle kommt von den Grajischen bis zu den Julischen Südalpen vor und außerdem im nördlichen Apennin.
Sie gedeiht in den Alpen meist in Felsspalten und Blockfluren auf Kalkstein und Silikatgestein in Höhenlagen von bis zu 3600 Metern. Sie hat ihr Optimum in Pflanzengesellschaften der Klasse Asplenietea trichomanis. In der Schweiz kommt sie besonders in der Silikatfelsflur in Pflanzengesellschaften des Verbands Androsacion vandellii vor.
Die ökologischen Zeigerwerte nach Landolt et al. 2010 sind in der Schweiz: Feuchtezahl F = 2+ (frisch), Lichtzahl L = 4 (hell), Reaktionszahl R = 3 (schwach sauer bis neutral), Temperaturzahl T = 2+ (unter-subalpin und ober-montan), Nährstoffzahl N = 2 (nährstoffarm), Kontinentalitätszahl K = 4 (subkontinental).

## Taxonomie und Systematik
Die Erstveröffentlichung von Phyteuma scheuchzeri erfolgte 1785 durch Carlo Allioni in Auctarium ad Synopsim Methodicam Stirpium Horti Reg. Taurinensis, Seite 11. Synonyme für Phyteuma scheuchzeri All. sind: Phyteuma ovatum Lam. nom. superfl., Phyteuma corniculatum Clairv. nom. superfl., Phyteuma corniculatum subsp. scheuchzeri (All.) Gaudin, Rapunculus scheuchzeri (All.) Bubani.
Von Phyteuma scheuchzeri gibt es je nach Autor etwa zwei Unterarten:
- Phyteuma scheuchzeri subsp. columnae (E.Thomas) Bech.[1] (Syn.: Phyteuma columnae E.Thomas, Phyteuma corniculatum subsp. columnae (E.Thomas) Gaudin, Phyteuma charmelioides Biroli, Phyteuma scheuchzeri var. serratum W.D.J.Koch, Phyteuma corniculatum subsp. charmelioides (Biroli) Rich.Schulz, Phyteuma corniculatum var. petraeum Rich.Schulz, Phyteuma corniculatum var. serratum (W.D.J.Koch) Rich.Schulz, Phyteuma charmelii var. serratum (W.D.J.Koch) Rouy, Phyteuma scheuchzeri subsp. charmelioides (Biroli) Hayek): Die Rosettenblätter sind am Spreitengrund herzförmig.[5] Sie kommt außer in den Südalpen auch im nördlichen Apennin vor.[3] Sie gedeiht optimal in Pflanzengesellschaften des Verbands Potentillion caulescentis.[4] Sie hat ursprüngliche Vorkommen in Frankreich, Italien, Schweiz, Österreich, Slowenien und Kroatien.[6]
- Phyteuma scheuchzeri All. subsp. scheuchzeri[1] (Syn.: Phyteuma scheuchzeri var. michelii Schult., Phyteuma humile Roth nom. illeg., Phyteuma corniculatum var. angustifolium Gaudin, Phyteuma scheuchzeri var. leucanthum Schur, Phyteuma corniculatum var. vulgare Rich.Schulz): Die Rosettenblätter sind am Spreitengrund keilförmig.[5] Sie kommt nur in den Südalpen in Frankreich, Italien, Schweiz und Kroatien vor.[6]

## Nutzung
Die Scheuchzer-Teufelskralle wird selten als Zierpflanze für Steingärten genutzt. Sie ist seit spätestens 1813 in Kultur.